# Antidorcas
Antidorcas é um gênero de mamíferos bovídeos, da subfamília Antilopinae, da tribo Antilopini. Contém uma única espécie, cabra-de-leque (Antidorcas marsupialis).